# أمن البيانات
أمن البيانات (بالإنجليزية: Data security)‏ وتعني حماية البيانات من أي قوة مدمرة أو من أي فعل غير مرغوب به من قبل مستخدمين غير مخولين.

## التقنيات

### تشفير الأقراص
يشير تشفير الأقراص إلى تقنية التشفير التي تشفر البيانات الموجودة على قرص الحاسوب الصلب. وعادةً ما يتم تطبيق تقنية تشفير الأقراص الصلبة إما على شكل برمجيات أو عتاد. وغالبًا ما يشار إلى تقنية تشفير الأقراص الصلبة باسم التشفير في الوقت الحقيقي أو التشفير الشفاف (بالإنجليزية: Transparent Encryption)‏.

### نسخ احتياطي
تُستخدم عمليات النسخ الاحتياطي للتأكد من أن البيانات التي فُقدت يمكن استردادها من مصدر آخر. وتعد النسخ الاحتياطية ضرورية في معظم الصناعات ويوصى بتطبيق هذه العملية لأي ملفات هامة بالنسبة للمستخدم.